# Jérôme Maucourant
Pour les articles homonymes, voir Maucourant.
Jérôme Maucourant, né le 10 novembre 1962 à Paris, est un chercheur en économie, il est spécialiste de l'œuvre de l'économiste Karl Polanyi (1886-1964), auquel il a consacré plusieurs ouvrages,[source insuffisante]. Il s’intéresse en particulier aux rapports entre monnaie et économie, notamment dans le cadre de la crise économique libanaise,.

## Biographie
Marié, il est le père de l’écrivain Élie Maucourant et de Nada Maucourant-Atallah, journaliste au quotidien émirati The National.
En 1985, il obtient une Maîtrise de Sciences économiques à l’Université Lyon 2 et le CAPES de sciences économiques et sociales en 1997.
Depuis 1991, il contribue à la Revue du Mauss sur des thèmes liés à l’économie, ou au Proche-Orient,, à la Revue des Deux Mondes, ainsi qu’à la revue Front Populaire ou au Matin d'Algérie.
En 1994, il soutient une thèse en science économique sous la direction de Jean-Michel Servet, intitulée La monnaie dans la pensée institutionnaliste (Veblen, Mitchell, Commons et Polanyi) à l'université Lumière-Lyon-II. En 1997, il est responsable de la formation pour la mise en service et le développement de l'institut universitaire de technologie de Tripoli (Liban). Ce pays, avec lequel il est très lié, constitue l'un de ses sujets d’étude comme exemple de ce qu'il appelle « capitalisme politique ».
En 2008, il publie un recueil de travaux sous le titre Pour une économie historique de la monnaie (voir infra), qui reprend largement son habilitation à diriger des recherches (HDR), soutenue en 2006 et dont le titre est Économie, monnaie et souveraineté.
Actuellement[Quand ?], il est un maître de conférences (HDR) en science économique à l'Université Jean Monnet (IUT de Saint-Étienne). Membre du Laboratoire Triangle de l'ENS de Lyon, depuis 2005, il est chercheur-associé au sein du laboratoire HiSoMa de la Maison de l'Orient et de la Méditerranée (MOM) de Lyon.
En 2016, Jérôme Maucourant fait partie des signataires de l'appel de 80 économistes issus d'instituts d'études et de recherche publics et privés pour « changer de politique pour lutter contre le chômage ». En début d'année 2018, dans une continuité pédagogique sur l'économie et l'histoire, il fait une conférence sur le « Commerce et marché dans les premiers empires ». En 2020, avec le concours de la rédaction du journal LVSL, Jérôme Maucourant dresse un bilan économique et politique de l'après Covid-19.

## Publications
- Pour une économie historique de la monnaie : recueil de travaux, Wetteren (Belgique), Moneta, coll. « Moneta Cultura  (ISSN 2030-6512), no 80 », 2008, 192 p., 30 cm (ISBN 978-90-77297-00-1, OCLC 493858675, BNF 41330282, SUDOC 127941630, présentation en ligne, lire en ligne [PDF]).
- Avez-vous lu Polanyi ?, Champs Essais - Flammarion, Octobre 2011, 264 pages,  (ISBN 978-2081231-719)[21].

### En collaboration
- avec Jean-Michel Servet, André Tiran, La modernité de Karl Polanyi, Éditions L'Harmattan, 1998, 416 pages,  (ISBN 978-2738461-711)
- avec Hanania Alain Amar, Thierry Féral et Michel Gillet, Penser le nazisme - Eléments de discussion, Éditions L'Harmattan, Coll. Allemagne d'hier & aujourd'hui, Avril 2007, 184 pages,  (ISBN 978-2-296-168-381)
- avec Rosa Moussaoui, Frantz Succab, Monchoachi, Qui ne connaît pas Monsieur Domota ?, préface par Malik Duranty, Coll. Anamnésis, Editions Desnel, Octobre 2009,  (ISBN 978-2915247-268)
- avec Mohamad Salhab, État, rente et prédation. L'actualité de Veblen, Éditions Presses de l’Ifpo, Collection Co-éditions, Octobre 2016, 232 pages,  (ISBN 978-2-351598-030)
- avec Nadjib Abdelkader, Sébastien Plociniczak, Karl Polanyi & l'imaginaire économique, Août 2020, Collection Précurseurs De La Décroissance, Éditions Passager Clandestin, 128 pages,  (ISBN 978-2-369352-419)
- avec Véronique Chankowski, Clément Lenoble, Les infortunes du juste prix - Marchés, justice sociale et bien commun de l'Antiquité à nos jours, préface par Paul Jorion, Éditions Le Bord de l'eau, Janvier 2020,  (ISBN 978-2-356876-867)
- Laetitia Graslin-Thomé, Laurianne Martinez-Sève, Jérôme Maucourant, Réflexions sur l’État et le sacré à partir d’une étude de la fiscalité des temples mésopotamiens (Ier millénaire av. J-C.)  tiré de Religions et fiscalité dans le monde méditerranéen : De l’Antiquité à nos jours, sous la dir. de Marie-Christine Marcellesi et Anne-Valérie Pont, Collection Religions Dans L'histoire, Éditions de la Sorbonne, décembre 2022, 480 pages,  (ISBN 979-1023107-289)

### Articles
- « Max Weber et le néomodernisme », Cahiers du centre de recherches historiques, 2004.
- « Le capitalisme entre rationalité et politique, Orient et Occident », Revue Cités, Paris, Puf, no 41,‎ janvier 2010, p. 15-33 (ISSN 1969-6876, lire en ligne, consulté le 4 décembre 2023).
- avec Akram Kachee, « La Syrie entre révolutions et ingérences », Astérion, 2016, (mis en ligne le 28 juin 2016).